# Компрадор
Компрадо́р (от порт. comprador — «покупатель») — местный торговец, предприниматель, посредничающий между иностранным капиталом и национальным рынком развивающейся страны.

## История
Компрадорами европейцы, жившие в Восточной Азии, называли местную прислугу, которую посылали на рынок торговать привезёнными товарами. Позже компрадорами начали называть местных поставщиков, которые работали на иностранные компании, и местных руководителей представительств иностранных фирм. Компрадоры играли важную роль в экономике Южного Китая, они покупали и продавали чай, шёлк, хлопок и пряжу для иностранных корпораций и работали в иностранных банках.
Впоследствии из компрадоров сформировалась так называемая «компрадорская буржуазия», представляющая собой часть буржуазии развивающейся страны, осуществляющая торговое посредничество с иностранными компаниями на внутреннем и внешнем рынках. Компрадорская буржуазия образовалась в эпоху колониализма. Формировалась она из разных классов: купцов, ростовщиков, феодалов и племенной знати. Она в значительной степени зависела от иностранных компаний как в экономическом, так и в политическом плане и нередко использовалась ими в своих интересах. В антиколониальном движении в конце XIX — начале XX веков, а также в период между Первой и Второй мировыми войнами компрадорская буржуазия участия, как правило, не принимала.
Роль компрадорской буржуазии в экономике после Первой мировой войны резко упала в связи с резким развитием национальной промышленности. После Второй мировой войны распад колониальной системы империализма и усиление национально-освободительного движения привели к политической изоляции компрадорской буржуазии.

## Современность
В настоящее время слова «компрадор» и «компрадорская буржуазия» являются устойчивыми негативно окрашенными выражениями, трактуются как «чиновники-бюрократы и бизнесмены-олигархи, наживающие свой капитал на продаже за рубеж отечественных природных ресурсов и торговле иностранными товарами, хранящие свои деньги в иностранных банках, мотивированные на собственные интересы и не задумывающиеся над последствиями для экономики страны».
Так, например, генеральный секретарь ЦК Компартии Греции Алека Папарига в своём выступлении 14 декабря 2011 года отмечала: «Они говорят о компрадорской и паразитической буржуазии. Следовательно, относительная задержка развития греческого капитализма в сравнении с самым мощным и развитым капитализмом ведущих держав является следствием слабости или отсутствия возможности внутреннего капиталистического накопления…».
По мнению российского экономиста М. Г. Делягина, в России в начале XXI века сложился компрадорский капитализм, при этом учёный отмечает его особенность, при котором роль компрадора играют не отдельные компании, а государство.